# Missa Cellensis

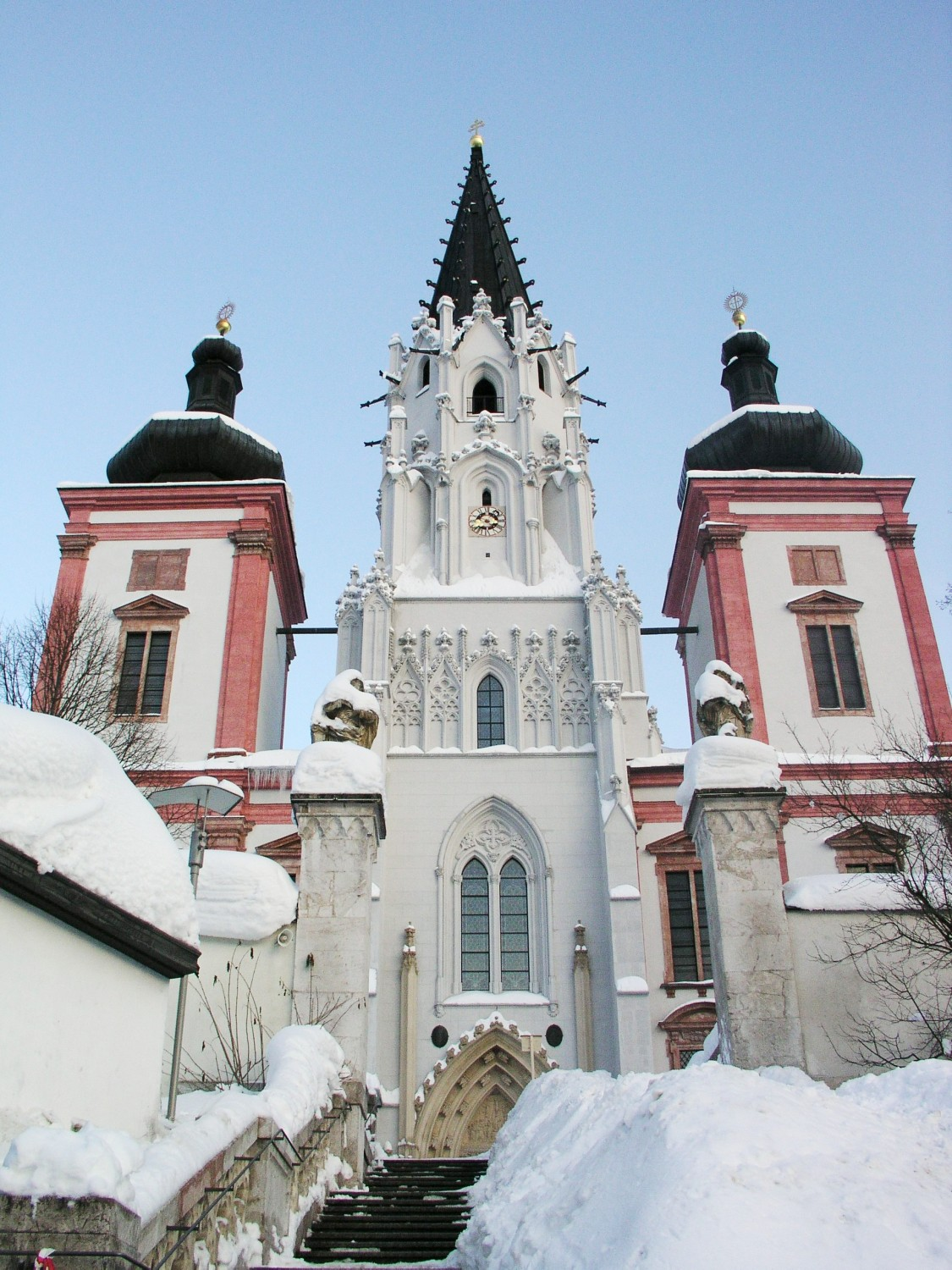
Die Basilika von Mariazell

Die Missa Cellensis in C-Dur (Hob. XXII:8, Autograph Missa Cellensis Fatta per il Signor Liebe de Kreutzner) ist die achte Messkomposition von Joseph Haydn. Sie wird meist Mariazeller Messe, bisweilen auch Kleine Mariazeller Messe, genannt. Sie entstand im Jahre 1782 und ist die letzte Messvertonung Haydns vor seinen sechs letzten großen Messen. Wie der Beiname sagt, widmete Haydn die Messe – ebenso wie die 1766–1773 entstandene Missa Cellensis in honorem Beatissimae Virginis Mariae – dem Wallfahrtsort Mariazell. Die Messe war ein Auftragswerk des Offiziers Anton Liebe von Kreutzner anlässlich seiner Erhebung in den Adelsstand. 
Im Vergleich zu den späten Messen Haydns ist ihr Aufbau noch sehr traditionell: Fugen am Ende von Gloria, Credo und Agnus Dei, Solopassagen im Gloria und Credo und ein solistisches Benedictus. Allerdings baute Haydn auch ganz neue Dinge ein, wie zum Beispiel eine langsame sinfonische Introduktion am Anfang des Kyrie, bei dem aus den tiefen Stimmen von Chor und Orchester der Satz erwächst. Die Fugen sind sehr rhythmisch und stark synkopiert, die Solopassagen erscheinen sehr theatralisch. Diese Messe ist somit ein Bindeglied zwischen den frühen und späten Messen von Joseph Haydn.

## Besetzung
- Soloquartett (SATB)
- Chor (SATB)
- 2 Oboen, Fagott, 2 Trompeten, Pauken, Violine I und II, Viola, Cello, Kontrabass, Orgel

## Aufbau
- Kyrie
- Gloria
- Credo
- Sanctus
- Benedictus
- Agnus Dei

Die Aufführungsdauer beträgt ca. 45 Minuten.

### Ausgaben
- Joseph Haydn: Missa Cellensis in C. Kleine Mariazeller Messe. Herausgegeben von Andreas Ballstaedt und Volker Kalisch. Carus, Stuttgart 2009, ISMN 979-0-007-07303-9 (Suche im DNB-Portal).
- Joseph Haydn Missa Cellensis. Herausgegeben von Howard C.R Landon, Christa Landon, Karl H. Füssl. Bärenreiter, Kassel 1964, ISMN 979-0-201-85572-1 (Suche im DNB-Portal).

### Sekundärliteratur
- Susanne Kraft-Blachny: Missa Cellensis [C-Dur] Fatta per il Signor Liebe de Kreutzner, »Mariazeller Messe« Komponiert für Herrn Liebe de Kreutzner Hob. XXII:8. In: Silke Leopold, Ullrich Scheideler: Oratorienführer. Metzler, Stuttgart 2000, ISBN 3-476-00977-7, S. 319 f.